# Angels of Darkness, Demons of Light I
Angels of Darkness, Demons of Light I è il sesto album in studio del gruppo musicale Earth, pubblicato nel 2011 dalla Southern Lord Records.

## Tracce
1. Old Black – 8:49
2. Father Midnight – 12:11
3. Descent to the Zenith – 7:30
4. Hell’s Winter – 11:32
5. Angels of Darkness, Demons of Light I – 20:24

Durata totale: 60:26

## Formazione
- Dylan Carlson – chitarra
- Adrienne Davies – batteria, percussioni
- Lori Goldston – violoncello
- Karl Blau – basso